# Lluita d'al·ligàtor

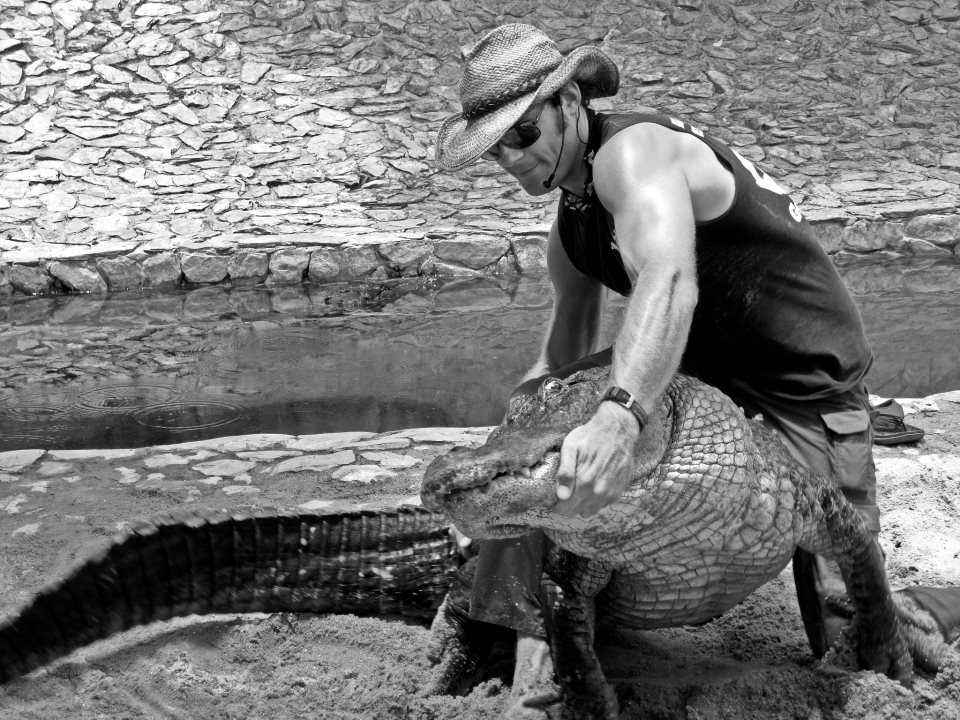
Chris Gillette, lluitador d'al·ligators estatunidenc a Everglades Holiday Park, Ft. Lauderdale, Florida

La lluita d'al·ligàtor és una atracció, que més tard ha evolucionat en esport, que va començar com una expedició de caça dels nadius americans. S'ha descrit com a "tècniques de captura d'al·ligàtor".

## Orígens històrics amerindis
Els amerindis del sud-est caçaren al·ligàtors com a font d'aliment durant milers d'anys. A l'arribada del segle XX els amerindis mostraven al·ligàtors com a atracció de carretera per a obtenir ingressos. Molt abans que els primers exploradors europeus exploressin els Everglades de Florida hi havia lluita de caimans. Per a tribus com els seminola i miccosukee, aprendre a "manejar" els rèptils era part de la seva existència.
| «                                          | Vam haver de viure del que la mare natura ens havia proporcionat en els Everglades ... Ens agrada menjar la cua, la part carnosa. Més tard, quan la pell de cocodril tenia un valor, caçariem i espellaríem els cocodrils i portaríem la pell a llocs de comerç i la comerciaríem per coses que no podíem obtenir." | » |
| — -Max Osceola, conseller tribal seminola. | |   |

## Temps actuals

### Lluita d'al·ligàtors a Florida
Un símbol habitual de Florida en la cultura popular és l'al·ligàtor del Mississipi (Alligator mississippiensis). Els al·ligàtors, també coneguts col·loquialment com a "gators", són part de la cultura popular de Florida usats com a atracció turística i els lluitadors d'al·ligàtors apareixen a les postals i mascotes d'equips, com ara la Universitat de Florida. La St Augustine Alligator Farm va ser una de les atraccions turístiques temàtiques més antigues de Florida que va obrir les portes el 1893 a la granja d'al·ligàtors St Augustine, i altres atraccions turístiques, com Gatorland i el Parc Natural de Silver Springs, "domen" o hipnotitzen al·ligàtors com a truc popular, juntament amb altres actuacions com la lluita d'al·ligàtors.